# Élections municipales de 2003 en Gaspésie–Îles-de-la-Madeleine
Les élections municipales québécoises de 2003 se déroulent le 2 novembre 2003. Elles permettent d'élire les maires et les conseillers de chacune des municipalités locales du Québec, ainsi que les préfets de quelques municipalités régionales de comté.

## Gaspésie–Îles-de-la-Madeleine

### Cap-Chat
| Poste/District                                              | Élu               | Type d'élection |
| ----------------------------------------------------------- | ----------------- | --------------- |
| Maire                                                       | Jude Landry       | Scrutin         |
| 1                                                           | Richard Emond     | Sans opposition |
| 2                                                           | Germain Lemieux   | Sans opposition |
| 3                                                           | Réjean Thibeault  | Sans opposition |
| 4                                                           | Roland Pouliot    | Sans opposition |
| 5                                                           | Stéphane Boucher  | Sans opposition |
| 6                                                           | Claudette Lemieux | Sans opposition |
| 7                                                           | René Pouliot      | Sans opposition |
| Électeurs : 2 296 Votants : n/d Taux de participation: 45 % |                   |                 |

### Cascapédia–Saint-Jules
| Poste/District                                            | Élu             | Type d'élection |
| --------------------------------------------------------- | --------------- | --------------- |
| Maire                                                     | Pat St-Onge     | Sans opposition |
| 1                                                         | Réal Bujold     | Sans opposition |
| 2                                                         | Suzan Sexton    | Sans opposition |
| 3                                                         | Conrad Legouffe | Sans opposition |
| 4                                                         | Joseph Barter   | Scrutin         |
| 5                                                         | François Blais  | Sans opposition |
| 6                                                         | Raynold Hall    | Scrutin         |
| Électeurs : 575 Votants : 155 Taux de participation: 27 % |                 |                 |

### Escuminac
| Poste/District                                            | Élu                 | Type d'élection |
| --------------------------------------------------------- | ------------------- | --------------- |
| Maire                                                     | Bertrand Berger     | Sans opposition |
| 1                                                         | Bruce Water         | Sans opposition |
| 2                                                         | Roger Gallant       | Sans opposition |
| 3                                                         | Sylvie Martin-Keays | Scrutin         |
| 4                                                         | Vital Caissy        | Sans opposition |
| 5                                                         | France Cellard      | Sans opposition |
| 6                                                         | Reinald Gallant     | Scrutin         |
| Électeurs : 505 Votants : 266 Taux de participation: 53 % |                     |                 |

### Gaspé
| Poste/District                                                 | Élu                          | Type d'élection |
| -------------------------------------------------------------- | ---------------------------- | --------------- |
| Maire                                                          | Arthur Drolet                | Scrutin         |
| 1                                                              | Luc Savage                   | Sans opposition |
| 2                                                              | Charles Aspirault            | Scrutin         |
| 3                                                              | Nelson O'Connor              | Sans opposition |
| 4                                                              | Béatrice Jalbert-Quenneville | Sans opposition |
| 5                                                              | Aline Perry                  | Scrutin         |
| 6                                                              | André Chrétien               | Sans opposition |
| Électeurs : 12 051 Votants : 4 935 Taux de participation: 41 % |                              |                 |

### Hope
| Poste/District                                           | Élu             | Type d'élection |
| -------------------------------------------------------- | --------------- | --------------- |
| 2                                                        | Claude Roussy   | Sans opposition |
| 3                                                        | Magella Grenier | Sans opposition |
| Électeurs : n/a Votants : n/a Taux de participation: n/a |                 |                 |

### Hope Town
| Poste/District                                            | Élu              | Type d'élection |
| --------------------------------------------------------- | ---------------- | --------------- |
| 1                                                         | Therry McCrae    | Sans opposition |
| 3                                                         | Roy McWhirter    | Scrutin         |
| 4                                                         | Irène Delarosbil | Scrutin         |
| Électeurs : 415 Votants : 268 Taux de participation: 65 % |                  |                 |

### L'Ascension-de-Patapédia
| Poste/District                                           | Élu                 | Type d'élection |
| -------------------------------------------------------- | ------------------- | --------------- |
| 1                                                        | Rachel Moreau       | Sans opposition |
| 2                                                        | Marie-Marthe Chabot | Sans opposition |
| 6                                                        | Omar Litalien       | Sans opposition |
| Électeurs : n/a Votants : n/a Taux de participation: n/a |                     |                 |

### Maria
| Poste/District                                                | Élu               | Type d'élection |
| ------------------------------------------------------------- | ----------------- | --------------- |
| Maire                                                         | Michelle Landry   | Scrutin         |
| 1                                                             | Donald Guité      | Scrutin         |
| 2                                                             | Madeleine Fugère  | Scrutin         |
| 3                                                             | Normand Audet     | Sans opposition |
| 4                                                             | Guy Loubert       | Scrutin         |
| 5                                                             | André Tapin       | Scrutin         |
| 6                                                             | Florence Gauthier | Scrutin         |
| Électeurs : 2 077 Votants : 1 071 Taux de participation: 52 % |                   |                 |

### Matapédia
| Poste/District                                           | Élu           | Type d'élection |
| -------------------------------------------------------- | ------------- | --------------- |
| 3                                                        | Luc Lagacé    | Sans opposition |
| 4                                                        | Louis Michaud | Sans opposition |
| 5                                                        | Gérald Gray   | Sans opposition |
| Électeurs : n/a Votants : n/a Taux de participation: n/a |               |                 |

### New Carlisle
| Poste/District                                              | Élu           | Type d'élection |
| ----------------------------------------------------------- | ------------- | --------------- |
| 1                                                           | Jean-Yves Roy | Scrutin         |
| 2                                                           | Nevin Gilker  | Scrutin         |
| 3                                                           | Guy Galibois  | Scrutin         |
| Électeurs : 1 345 Votants : 469 Taux de participation: 35 % |               |                 |

### Percé
| Poste/District                                                | Élu                  | Type d'élection |
| ------------------------------------------------------------- | -------------------- | --------------- |
| Maire                                                         | Georges Mamelonet    | Scrutin         |
| 1                                                             | Desneiges Duguay     | Scrutin         |
| 2                                                             | Jimmy Lepage         | Scrutin         |
| 3                                                             | Jean-Pierre Lilièvre | Scrutin         |
| 4                                                             | Lorne Mahan          | Scrutin         |
| 5                                                             | Denis Cain           | Scrutin         |
| 6                                                             | Normand Bond         | Sans opposition |
| 7                                                             | Allison Aubut        | Scrutin         |
| 8                                                             | Roger Bond           | Sans opposition |
| Électeurs : 2 968 Votants : 1 814 Taux de participation: 61 % |                      |                 |

### Petite-Vallée
| Poste/District                                           | Élu                    | Type d'élection |
| -------------------------------------------------------- | ---------------------- | --------------- |
| Maire                                                    | Noël-Marie Clavet      | Sans opposition |
| 1                                                        | Léger Richard          | Sans opposition |
| 2                                                        | Camille Brousseau      | Sans opposition |
| 3                                                        | Isabelle Côté          | Sans opposition |
| 4                                                        | Marie-France Brousseau | Sans opposition |
| 5                                                        | Andréa Lebreux         | Sans opposition |
| 6                                                        | Jérome Béland          | Sans opposition |
| Électeurs : n/a Votants : n/a Taux de participation: n/a |                        |                 |

### Saint-Alexis-de-Matapédia
| Poste/District                                           | Élu                 | Type d'élection |
| -------------------------------------------------------- | ------------------- | --------------- |
| Maire                                                    | Guy Gallant         | Sans opposition |
| 3                                                        | Réginald Desjardins | Sans opposition |
| 5                                                        | Mélanie Leblanc     | Sans opposition |
| 6                                                        | Normand Richard     | Sans opposition |
| Électeurs : n/a Votants : n/a Taux de participation: n/a |                     |                 |

### Saint-Alphonse
| Poste/District                                           | Élu          | Type d'élection |
| -------------------------------------------------------- | ------------ | --------------- |
| 1                                                        | Rémi Miousse | Sans opposition |
| 2                                                        | Rock Prate   | Sans opposition |
| 4                                                        | Tommy Cyr    | Sans opposition |
| Électeurs : n/a Votants : n/a Taux de participation: n/a |              |                 |

### Saint-Elzéar
| Poste/District                                            | Élu               | Type d'élection |
| --------------------------------------------------------- | ----------------- | --------------- |
| 2                                                         | François Trottier | Scrutin         |
| 4                                                         | Marcel Henry      | Sans opposition |
| 6                                                         | Raymond Marcoux   | Sans opposition |
| Électeurs : 464 Votants : 134 Taux de participation: 29 % |                   |                 |

### Saint-François-d'Assise
| Poste/District                                            | Élu                 | Type d'élection |
| --------------------------------------------------------- | ------------------- | --------------- |
| 2                                                         | Janine Gallant      |                 |
| 4                                                         | Joseph-Guy Guénette | Sans opposition |
| 5                                                         | Nicolas Gallant     | Scrutin         |
| Électeurs : 628 Votants : 276 Taux de participation: 44 % |                     |                 |

### Shigawake
| Poste/District                                           | Élu             | Type d'élection |
| -------------------------------------------------------- | --------------- | --------------- |
| Maire                                                    | Kenneth Duguay  | Sans opposition |
| 1                                                        | Shealey Caissy  | Sans opposition |
| 2                                                        | Raynald Aubut   | Sans opposition |
| 3                                                        | roger St-Louis  | Sans opposition |
| 4                                                        | Denzil Ross     | Sans opposition |
| 5                                                        | Rolande Beebe   | Sans opposition |
| 6                                                        | Ulric Francoeur | Sans opposition |
| Électeurs : n/a Votants : n/a Taux de participation: n/a |                 |                 |